# Sony Ericsson K660i

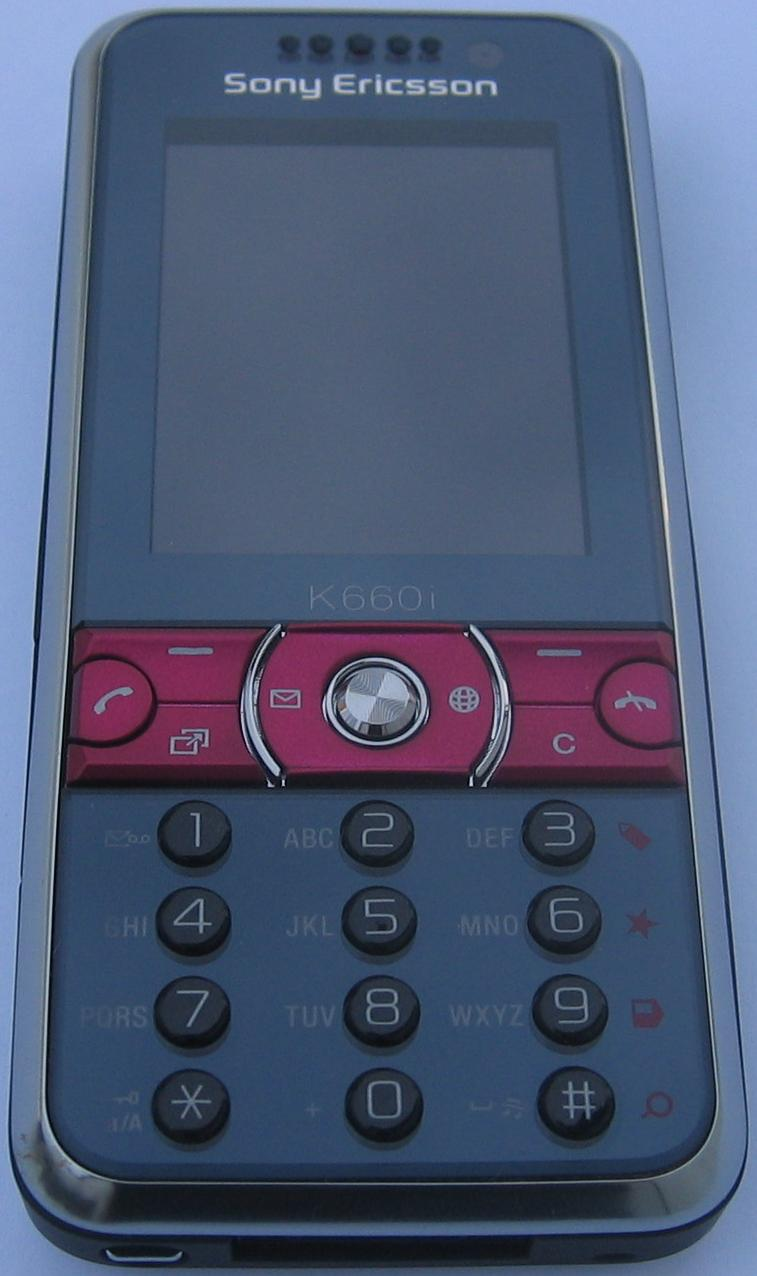
Sony Ericsson K660i.

Sony Ericsson K660i är en Sony Ericsson mobiltelefon som släpptes under våren 2008. Mobilen är speciellt inriktad för "webbgenerationen". Telefonen har en ny webbläsare, Turbo-3G och EDGE.

## Internet
Sony Ericsson K660i är inriktad till "webbgenarationen". Den har Turbo-3G och EDGE för bättre anslutning till internet. Den har även en ny sorts Webbläsare, Access NetFront, där man styr en muspekare med styrknapparna.

## Kameran
Telefonen har en kamera på 2 megapixel, utan autofokus. Den har digital zoom, fotobloggning och videoinspelning.

## Musik
Sony Ericsson K660i har Sony Ericssons musikspelare, Mega Bass, Stereo Bluetooth (A2DP), Play Now och Track ID. Den har även stöd för Memory Stick Micro (M2) om man vill lagra mer, och flygplansläget gör att du kan lyssna på musik på flygplanet.

## Minne
Stöd för Memory Stick Micro™ (M2™) (upp till 4GB) 

## Inbyggt minne
32 MB Telefonminne

## Samtalstid
UMTS 2100: Samtalstid upp till: 4 timmar 30 min Passningstid upp till: 330 timmar. Videosamtal upp till: 2 timmar 30 min HSDPA: Samtalstid upp till: 4 timmar 30 min. Passningstid upp till: 330 timmar. Videosamtal upp till: 2 timmar 30 min
GSM 1900: Samtalstid upp till: 9 timmar. Passningstid upp till: 330 timmar.
GSM 1800: Samtalstid upp till: 9 timmar. Passningstid upp till: 330 timmar.
GSM 900: Samtalstid upp till: 9 timmar. Passningstid upp till: 330 timmar.
GSM 850: Samtalstid upp till: 9 timmar. Passningstid upp till: 330 timmar.
EDGE: Samtalstid upp till: 9 timmar